# Historias de la puta mili (pel·lícula)
|  | Per a altres significats, vegeu «Historias de la puta mili». |

 Historias de la puta mili és una pel·lícula espanyola de 1994 dirigida per Manuel Esteban i Marquilles.

## Argument
El Sergent Arensivia està a càrrec d'un grup de soldats de quan la mili era obligatòria i haurà de fer front a una simple missió que, per culpa d'una petita fallada, es converteix en una mica més. Els joves reclutes es veuran immersos en una missió secreta de l'OTAN. El que desconeixen ells i els seus superiors és que l'Aliança els està utilitzant d'esquer per a uns terroristes. Basada en les historietes del mateix títol de Ramon Tosas 'Ivá', publicades en la revista satírica El Jueves.

## Repartiment
- Juan Echanove: 	Sargento Arensivia
- Jordi Mollà: 	El Pulpo
- Achero Mañas: 	El Chino
- Marc Martínez: 	El Maca
- David Gil: 	El Bola
- Carles Romeu: 	El Diputao
- José Sazatornil: 	General Huete
- Agustín González: 	Comandante Giménez
- José María Cañete: 	Sargento G. Civil
- Gracia Olayo: 	María
- Raquel Evans: 	Marisa